# Arthur Mallison
Arthur Wilhelm Mallison (ur. 30 listopada 1854 w Deutsche Krone, zm. 24 lutego 1929 w Schreiberhau) – niemiecki urzędnik kolejowy.
Pracował w Dyrekcji Kolei w Gdańsku (1885-1898) i Dyrekcji Kolei w Elberfeld, był prezesem Dyrekcji Kolei we Wrocławiu (1909–1919). Był też kapitanem Landwehry oraz masonem, członkiem Loży Eugenia w Gdańsku.